# ブライアン・マッスミ
ブライアン・マッスミ（Brian Massumi, 1956年 - ）は、カナダ出身の社会理論家、著述家、哲学者。研究対象は、アート、建築、政治理論、カルチュラル・スタディーズ、哲学。フランス語で書かれた哲学書の英訳者として広く知られており、代表的な訳書としてジャン＝フランソワ・リオタール『ポストモダンの条件』（ジェフリー・ベニントンと共訳）、ジャック・アタリ『ノイズ』、ジル・ドゥルーズとフェリックス・ガタリ『千のプラトー』がある。
マッスミは1987年にフランス文学の博士号をイェール大学で取得した。1988年にアメリカ合衆国からカナダへ移住し、現在モントリオール大学コミュニケーション学科で教えている。カナダ国外の大学での講義経験も多く、コーネル大学（2010年）、ヨーロッパ大学院大学（2010年）、ヘルシンキ大学、トゥルク大学（2009年）、ロンドン大学ゴールドスミス・カレッジ（2008年）、カリフォルニア大学ロサンゼルス校（2000年）などで教鞭をとった。2009年から2010年にかけて、コーネル大学人文学協会で上級研究員として滞在した。マッスミの代表作として、『Parables for the Virtual: Movement, Affect, Sensation』（2002年）、『Semblance and Event: Activist Philosophy and the Occurrent Arts』（2011年）が挙げられる。また、『The Politics of Everyday Fear』（1993年）、『A Shock to Thought: Expression After Deleuze and Guattari』（2002年）の編集を行った。
マッスミの現在の研究対象は二つある。一つは、動きの経験と感覚同士の相互作用というテーマであり、特にデジタルアートとテクノロジーの文脈において研究している。もう一つは、グローバル資本主義と先制的政治の台頭に伴って創発する権力の形態についての研究である。マッスミはエリン・マニングとの共同研究も行っている。マニングは、ヘキサグラムに付設している研究創成施設であるセンス・ラボのディレクターである。なお、ヘキサグラムとはカナダ・モントリオールにあるメディアアート・テクノロジーの研究・創造機構である。マッスミとマニングはMIT出版局から出版されている叢書『Technologies of Lived Abstraction』を共同編集しており、またセンス・ラボが発行している雑誌『Inflexions: A Journal for Research-Creation』の編集委員を発刊時から務めている。

## 著作
- A User's Guide to Capitalism and Schizophrenia: Deviations from Deleuze and Guattari (MIT Press, 1992) (ISBN 0-262-63143-1)
- First and Last Emperors: The Absolute State and the Body of the Despot (with Kenneth Dean ; Autonomedia, 1993) (ISBN 0-936756-77-2)
- Parables for the Virtual: Movement, Affect, Sensation (Duke University Press, 2002) (ISBN 0-8223-2897-6)
- Semblance and Event: Activist Philosophy and the Occurrent Arts (MIT Press, 2011) (ISBN 0-262-13491-8)
- Thought in the Act: Passages in the Ecology of Experience (with Erin Manning; University of Minnesota Press, 2014) (ISBN 0-8166-7967-3)
- What Animals Teach Us about Politics (Duke University Press, 2014) (ISBN 978-0-8223-5800-8)
- The Power at the End of the Economy (Duke University Press, 2015) (ISBN 978-0-8223-5838-1)
- Politics of Affect (Polity Press, 2015) (ISBN 978-0-7456-8981-4)
- Ontopower: War, Powers, and the State of Perception (Duke University Press, 2015) (ISBN 978-0-8223-5995-1)
- The Principle of Unrest: Activist Philosophy in the Expanded Field (Open Humanities Press, 2017) (ISBN 978-1-7854-2044-3)

## 編著書
- Theory Out of Bounds University of Minnesota Press book series, 1993-2007. Co-edited with Michael Hardt and Sandra Buckley.
- The Politics of Everyday Fear (University of Minnesota Press, 1993) (ISBN 0816621632)
- A Shock to Thought: Expression After Deleuze and Guattari (Routledge, 2002) (ISBN 0415238048)
- Technologies of Lived Abstraction MIT Press book series, begun 2009. Co-edited with Erin Manning.

## 邦訳
- 「帰属の政治経済学と関係の論理」、小町谷尚子訳、『思想』、岩波書店、2000年8月号、8-29頁。
- 「非人間的転回」（『ドゥルーズ—没後 20 年 新たなる転回』、河出書房新社、2015 年、161-171頁）
- Massumi, B. （2005） ‘Fear （The Spectrum Said）’ Positions, Volume 13, No. 1　31-48（＝2014，伊藤守訳「恐れ（スペクトルは語る）」伊藤守・毛利嘉孝編『アフターテレビジョン・スタディーズ』せりか書房）
- Massumi, B. （2007） ‘Potential Politics and the Primacy of Preemption.’ （＝2007，長原豊訳「潜勢の政治と先制の優越」『現代思想』２月号）
- 「長い過去の後で: 現在の歴史への回顧的導入」（2016，原島大輔訳，『現代思想』1月号）